# Agelanthus toroensis
Agelanthus toroensis är en tvåhjärtbladig växtart som först beskrevs av Thomas Archibald Sprague, och fick sitt nu gällande namn av R. M. Polhill & D. Wiens. Agelanthus toroensis ingår i släktet Agelanthus och familjen Loranthaceae. Inga underarter finns listade i Catalogue of Life.